# Дудель, Савва Павлович
Са́вва Па́влович Дудель (21.12.1909 (03.01.1910) — 10 июня 1995) — советский философ, доктор философских наук (1956), профессор, специалист по материалистической диалектике и теории познания.

## Биография
В 1931 окончил Московскую государственную консерваторию, пианист. Работал младшим научным сотрудником музыкальной секции Института литературы и языка Коммунистической Академии при ЦИК СССР. В 1932—1938 гг. учился на философском факультете Московского института истории, философии и литературы (МИФЛИ). 
В годы Великой Отечественной войны — на фронте. Входил в Университетский полк народного ополчения. 
В 1956 году демобилизован в звании полковника. В 1956—1991 гг. работал на кафедре философии Всесоюзного Заочного Политехнического Института. Был одним из авторов учебника для вузов по диалектическому материализму, подготовленного коллективом сотрудников ИФ АН СССР под общей редакцией академика Г. Ф. Александрова (М., 1954).
Умер в 1995 году. Похоронен на Миусском кладбище.

## Основные труды
- Марксистский философский материализм. М., 1950.
- О внутренних антагонистических и неантагонистических противоречиях // Вопросы философии. — 1953. — № 2.
- Законы материалистической диалектики. М., 1958.
- Диалектика перерастания социализма в коммунизм. М., 1960.
- Некоторые актуальные вопросы закона единства и борьбы противоположностей. М., 1965.
- Закон единства и борьбы противоположностей. [В соавт.]. М., 1967.
- Законы материалистической диалектики. М., 1971.
- Ленинизм и диалектика противоречий социализма. Киев, 1974.
- Проблема противоречий в условиях развитого социализма. М., 1976.
- Проблемы диалектики зрелого социализма. [В соавт.]. М., 1981.
- Диалектика развития зрелого социализма. М., 1983.
- Логика противоречия и противоречия логики: об отражении движения в логике понятий. М., 1989.